# Skępe (gemeente)
De gemeente Skępe is een stad- en landgemeente in het Poolse woiwodschap Koejavië-Pommeren, in powiat Lipnowski.
De zetel van de gemeente is in Skępe.
Op 30 juni 2004 telde de gemeente 7525 inwoners.

## Oppervlakte gegevens
In 2002 bedroeg de totale oppervlakte van gemeente Skępe 179,23 km², waarvan:
- agrarisch gebied: 50%
- bossen: 35%

De gemeente beslaat 17,65% van de totale oppervlakte van de powiat.

## Demografie
Stand op 30 juni 2004:
| Omschrijving                   | Totaal | Totaal | Vrouwen | Vrouwen | Mannen | Mannen |
| ------------------------------ | ------ | ------ | ------- | ------- | ------ | ------ |
| eenheid                        | aantal | %      | aantal  | %       | aantal | %      |
| inwoners                       | 7525   | 100    | 3851    | 51,2    | 3674   | 48,8   |
| bevolkingsdichtheid (inw./km²) | 42     | 42     | 21,5    | 21,5    | 20,5   | 20,5   |

In 2002 bedroeg het gemiddelde inkomen per inwoner 1419,55 zł.

## Administratieve plaatsen (sołectwo)
Boguchwała, Czermno, Franciszkowo, Huta, Jarczewo, Likiec, Lubówiec, Ławiczek, Łąkie, Moczadła, Rumunki, Skępskie, Sarnowo, Szczekarzewo, Wólka, Żagno, Żuchowo.

## Aangrenzende gemeenten
Chrostkowo, Lipno, Mochowo, Rogowo, Szczutowo, Tłuchowo, Wielgie